# Mauchenheim
Mauchenheim ist eine Ortsgemeinde im Landkreis Alzey-Worms in Rheinland-Pfalz. Sie gehört der Verbandsgemeinde Alzey-Land an.

## Geographie
Mauchenheim liegt circa fünf Kilometer von der Quelle des Baches Selz entfernt, der bei Orbis entspringt. Die Selz mündet in Ingelheim in den Rhein. Die Gemeinde grenzt im Osten an Freimersheim, im Nordosten und Norden an die Stadt Alzey, im Nordwesten an Offenheim (alle Landkreis Alzey-Worms) und im Süden an Morschheim (Donnersbergkreis).
Zu Mauchenheim gehören auch die Wohnplätze Hof Neber und Kalbsmühle (auch: Schmahle Mühle).

## Geschichte
Eine urkundliche Erwähnung am 8. Juli 867, als König Ludwig der Deutsche dem Cyriakusstift zu Neuhausen Grundbesitz und 13 Hörige in den Marken und Villen Flörsheim (Flaridesheim), Albisheim (Albolfesheim) und Mouuenheim schenkte, wurde irrtümlich auf Mauchenheim bezogen. Das Mouuenheim in dieser Urkunde ist jedoch auf Marnheim zu beziehen.
Die älteste erhaltene Erwähnung Mauchenheims (Mouchenheim) in einem Güterverzeichnis datiert um 1220. Beim Ort bestand seit dem 13. Jahrhundert das Zisterzienserinnenkloster Sion (ersterwähnt 1247). Dieses wurde im Rahmen der Reformation im Jahr 1566 aufgehoben. Im Ort selbst bestand das Zisterzienserinnenkloster Paradies (ersterwähnt 1262), das bereits zwischen 1356 und 1418 aufgehoben wurde. Auch das Kloster Otterberg war im Ort begütert.
Mauchenheim gehörte zur Kurpfalz bzw. ab 1777 zu Kurpfalz-Bayern, wurde 1798–1814 französisch (Département Donnersberg), und kam danach zur bayerischen Provinz Rheinpfalz. Bei der Kreisreform 1969 wechselte Mauchenheim vom ehemaligen Landkreis Kirchheimbolanden zum neu geschaffenen Landkreis Alzey-Worms.
Bevölkerungsentwicklung
Die Entwicklung der Einwohnerzahl von Mauchenheim, die Werte von 1871 bis 1987 beruhen auf Volkszählungen:
| Jahr | Einwohner |
| ---- | --------- |
| 1815 | 562       |
| 1835 | 862       |
| 1871 | 874       |
| 1905 | 762       |
| 1939 | 849       |
| 1950 | 951       |
| 1961 | 877       |
| 1970 | 889       |

| Jahr | Einwohner |
| ---- | --------- |
| 1987 | 839       |
| 1997 | 1.007     |
| 2005 | 957       |
| 2011 | 988       |
| 2017 | 993       |
| 2019 | 960       |
| 2020 | 954       |
| 2022 | 968       |

## Religion
Die in Mauchenheim befindliche St.-Remigius-Kirche gehört zur Protestantischen Landeskirche Pfalz.

## Politik

### Gemeinderat
Der Gemeinderat in Mauchenheim besteht aus zwölf Ratsmitgliedern, die bei der Kommunalwahl am 9. Juni 2024 in einer personalisierten Verhältniswahl gewählt wurden, und der ehrenamtlichen Ortsbürgermeisterin als Vorsitzender.
Die Sitzverteilung im Gemeinderat:
| Wahl | SPD | FWG | Gesamt   |
| ---- | --- | --- | -------- |
| 2024 | 5   | 7   | 12 Sitze |
| 2019 | 7   | 5   | 12 Sitze |
| 2014 | 7   | 5   | 12 Sitze |
| 2009 | 7   | 5   | 12 Sitze |
| 2004 | 5   | 7   | 12 Sitze |

- FWG = Freie Wählergruppe Mauchenheim e. V.

### Bürgermeister
Anke Böll (FWG) wurde am 9. Juli 2024 Ortsbürgermeisterin von Mauchenheim. Da für die Direktwahl am 9. Juni 2024 kein Wahlvorschlag eingereicht wurde, oblag die Neuwahl gemäß rheinland-pfälzischer Gemeindeordnung dem Rat der Gemeinde, der sich auf seiner konstituierenden Sitzung für Böll entschied.
Bölls Vorgänger Udo Arm (SPD) hatte das Amt 15 Jahre ausgeübt und war zur Wahl 2024 nicht erneut angetreten.

### Wappen
| Wappen von Mauchenheim | Blasonierung: „In Blau unter goldenem Baldachin der heilige Remigius als Bischof in silbernem Gewand, mit goldbesetzter silberner Mitra, in der Rechten einen goldenen Krummstab, in der Linken ein goldbeschlagenes rotes Buch haltend, zu seinen Füßen ein goldener Schild, darin ein roter Majuskelbuchstabe M.“ |
| Wappen von Mauchenheim | Das Wappen wurde am 20. Dezember 1934 verliehen. |

## Wirtschaft und Infrastruktur
Mauchenheim besitzt einen Anschluss an die A 63 zwischen Mainz und Kaiserslautern.
Die Gemeinde wird von den Regionalbuslinien 420 (Alzey - Kirchheimbolanden) und 425 (Alzey - Wöllstein) bedient.

## In Mauchenheim geboren
- Hermann Fitting (1765–1847), Gutsbesitzer und Politiker
- Johannes Fitting (1800–1840), Gutsbesitzer und Politiker
- Hermann Heinrich Fitting (1831–1918), Jurist
- Gottfried Weibel (1886–1965), Landrat

## Sonstiges
Nach Mauchenheim nennt sich die Adelsfamilie Mauchenheim genannt Bechtolsheim, siehe Mauchenheim (Adelsgeschlecht).